# Dimorphodon
Dimorphodon (del grec, δι (di), «dos» + μορφη (morphe), «forma» + οδων (odon), «dent»; «dues formes dentals») és un gènere de pterosaure de mida mitjana que visqué al Juràssic inferior on es troba actualment Anglaterra. Fou anomenat pel paleontòleg Richard Owen l'any 1859. Dimorphodon vol dir «dues formes dentals», fent referència al fet que presentaven dos tipus diferents de dents a les seves mandíbules (fet comparativament estrany entre els rèptils no-sinàpsids).
Les primeres restes fòssils de Dimorphodon (D. macronyx) foren trobades per Mary Anning a Dorset, Regne Unit.

## Descripció
L'estructura corporal de Dimorphodon presenta diverses característiques «primitives», com, segons Owen, una cavitat cerebral molt petita i unes ales proporcionalment curtes. La primera falange del dit de vol és només lleugerament més llarga que el braç inferior. El coll era curt però fort i flexible, i podria haver tingut una bossa membranosa a la part inferior. Les vèrtebres tenien foràmens pneumàtics (forats que permitia fer arribar aire a l'interior buit). Els adults de Dimorphodon tenien una longitud corporal d'1 metre, amb 1,45 metres d'envergadura alar. La cua de Dimorphodon era llarga i estava constituïda per trenta vèrtebres. Les primeres cinc o sis eren curtes i flexibles però la resta incrementaven la seva longitud gradualment i estaven endurides per processos vertebrals allargats. La terminació de la cua podria haver presentat un penell similar al de Rhamphorhynchus, tot i que no s'han trobat encara teixits tous de Dimorphodon per a confirmar aquesta especulació.

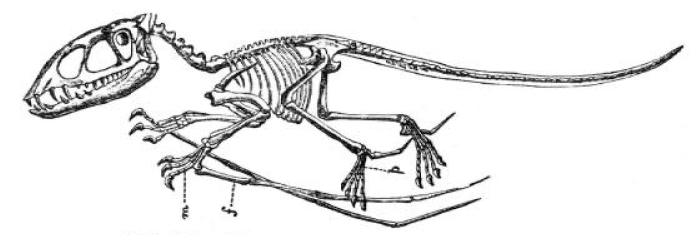
Il·lustració d'un esquelet d'un Dimorphodon del Catàleg del fòssils de Reptília i Amfíbia del Museu Britànic (Història natural), 1888
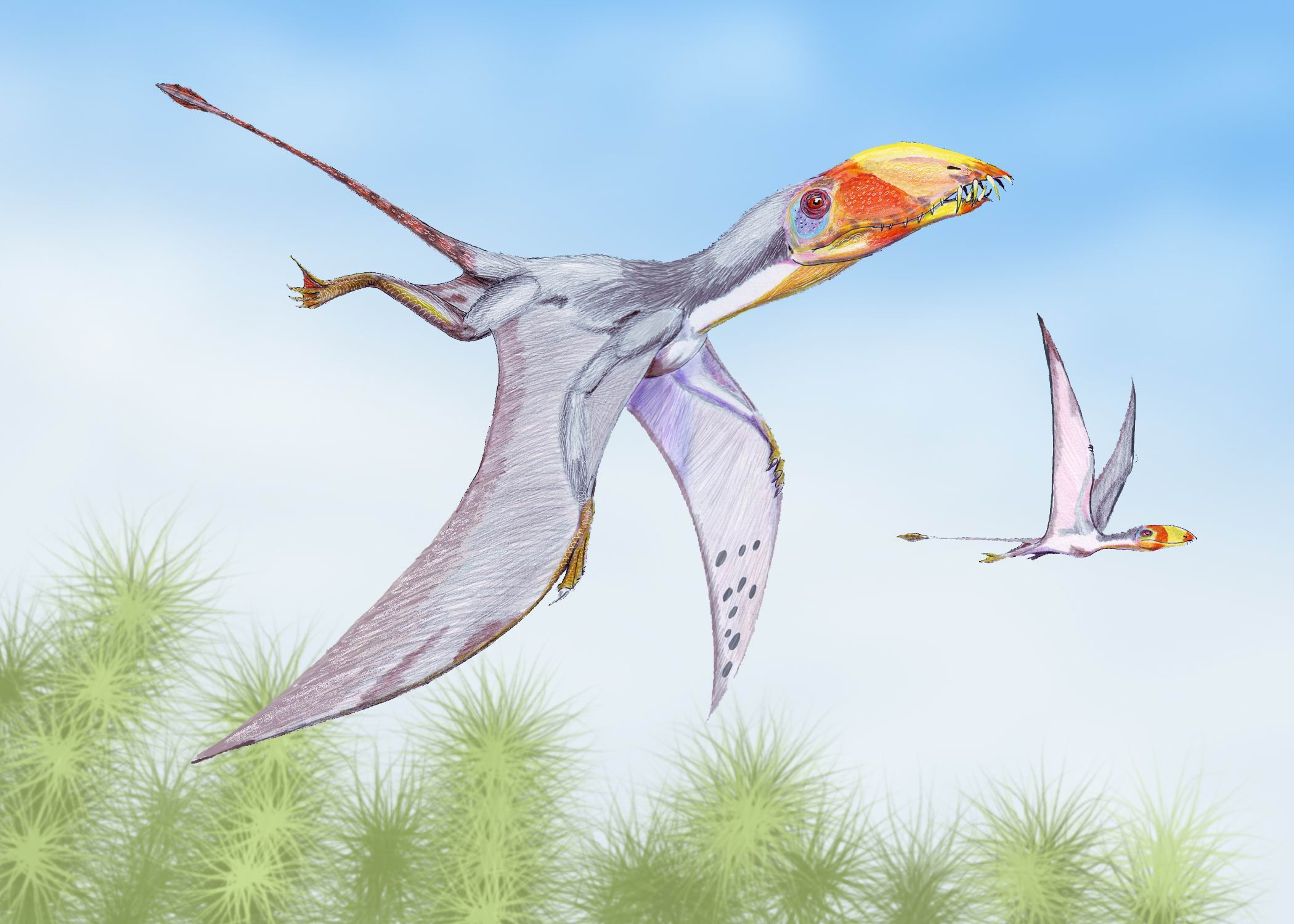
Reconstrucció d'un parell de D. macronyx

El Dimorphodon tenia un crani gran i voluminós, d'aproximadament 23 centímetres de longitud, el pes del qual es reduïa per grans obertures separades les unes de les altres per particions òssies fines. La seva estructura, que recorda els arcs de suport d'un pont, va impulsar a Richard Owen a declarar que, pel que fa a la gran resistència dels materials lleugers, «no s'ha construir cap vèrtebra més econòmicament»; Owen va veure el crani dels vertebrats com una combinació de quatre vèrtebres modificades a partir del tipus ideal de vèrtebra. La part anterior de la mandíbula superior tenia quatre o cinc dents semblants a ullas, seguits d'un nombre indeterminat de dents més petites; el maxil·lar superior de tots els exemplars està malmès a la part posterior. La mandíbula inferior tenia cinc dents més llargues i de trenta a quaranta petites dents punxegudes i aplanades, amb forma de llances. Moltes representacions li donen un bec especulatiu semblant a un fraret a causa de les similituds entre els cranis dels dos animals.

## Història del seu descobriment
Les primeres restes fòssils atribuïdes actualment a un Dimorphodon van ser trobades a Anglaterra per la col·leccionista de fòssils Mary Anning, a Lyme Regis (Dorset, Regne Unit), el desembre de 1828. Aquesta regió de la Gran Bretanya és actualment Patrimoni de la Humanitat, batejada amb el nom de «Costa Juràssica»; en ella s'exposen capes de Lias Blau, que daten de l'Hettangià-Sinemurià. L'espècimen va ser adquirit per William Buckland i informat en una reunió de la Societat Geològica el 5 de febrer de 1829. El 1835, després d'un minuciós estudi de William Clift i William John Broderip, aquest informe, fortament ampliat, va ser publicat a les Transaccions de la Societat Geologia, descrivint i anomenant el fòssil com a nova espècie. Com va ocórrer amb la majoria de troballes inicials de pterosaures, Buckland va classificar les restes dins del gènere Pterodactylus, anomenant la nova espècie Pterodactylus macronyx. El nom específic deriva del grec makros (gran) i ònix (garra) en referència a les grans urpes de la mà. L'exemplar (actualment anomenat NHMUK PV R 1034), consisteix en un esquelet parcial i desarticulat en una llosa, mancat del crani. El 1835, Buckland també va assignar un tros de mandíbula de la col·lecció de Elizabeth Philpot al P. macronyx. Més tard, les moltes espècies putatives assignades a Pterodactylus s'havien tornat tan anatòmicament diverses que es van començar a descompondre en gèneres separats.

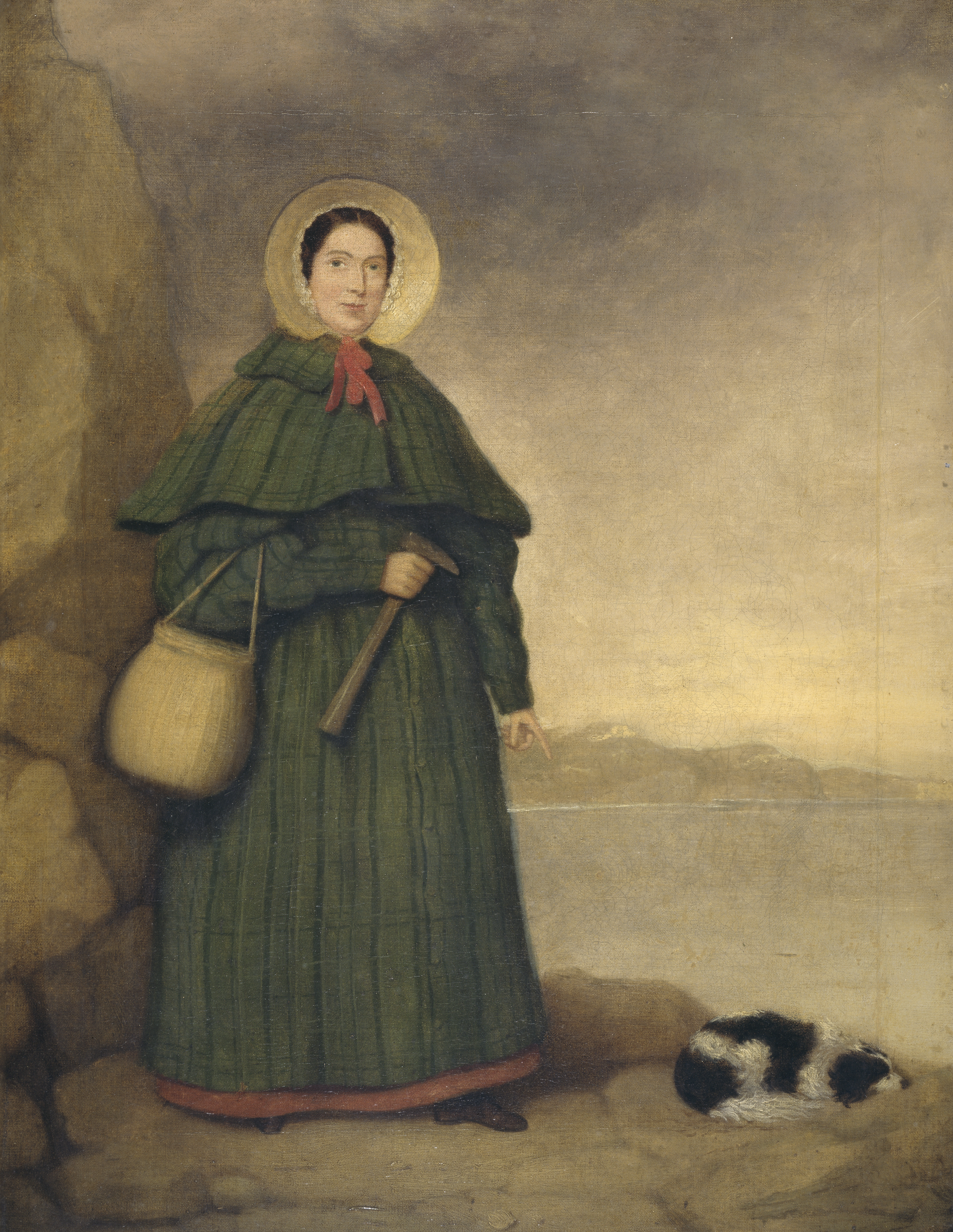
Mary Anning (1799-1847) va trobar el primer esquelet complet d'un Dimorphodon
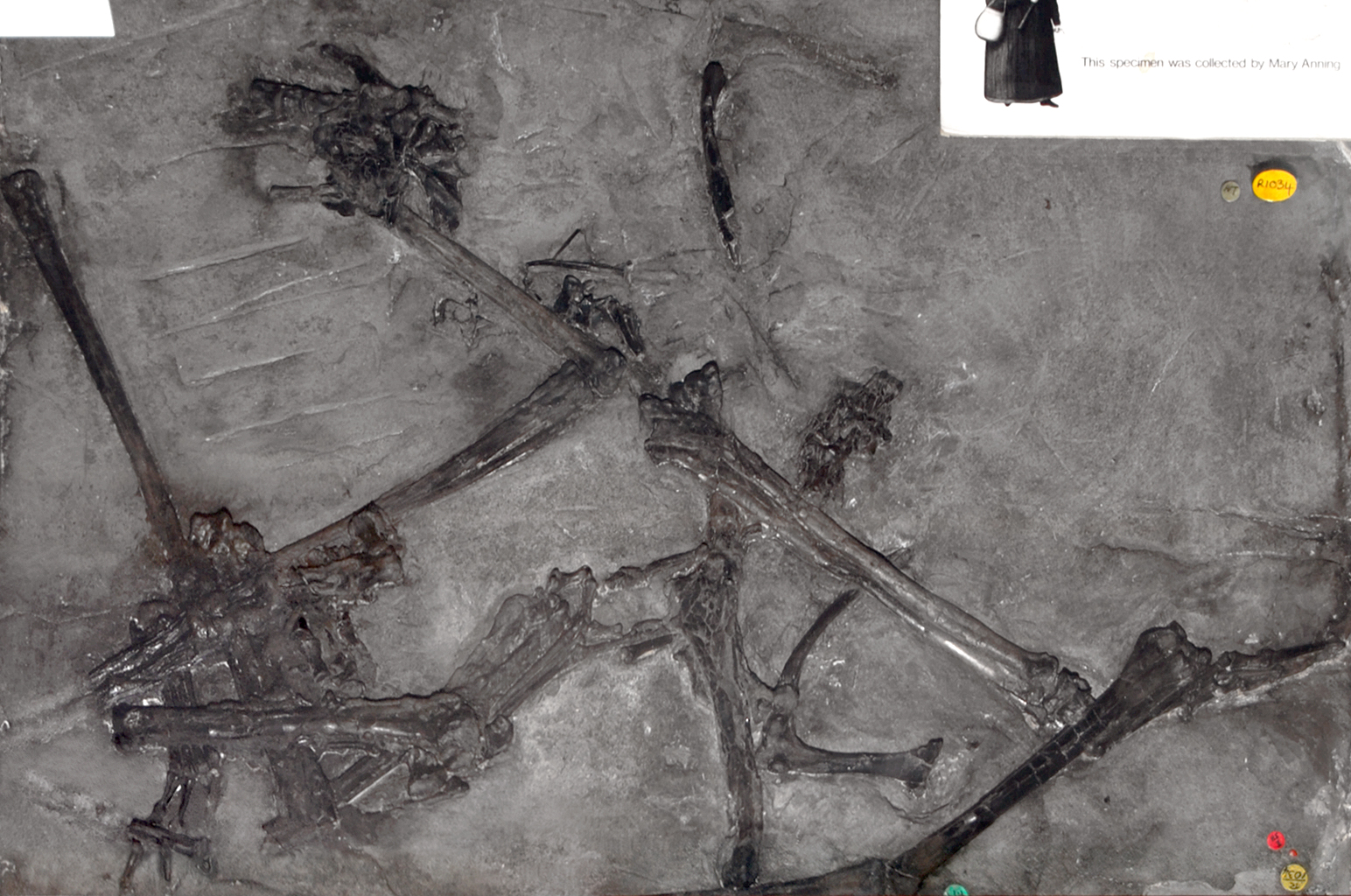
D. macronyx, espècimen holotip (NHMUK PV R 1034)

El 1858, Richard Owen va informar que va trobar dos nous espècimens (NHMUK PV OR 41212 i NHMUK PV R 1035) d'esquelets parcials, però aquesta vegada amb crani inclòs. Després d'haver trobat que el crani era molt diferent del Pterodactylus, Owen va assignar a Pterodactylus macronyx el seu propi gènere, que va anomenar «Dimorphodon». El seu primer informe no contenia cap descripció i el nom seguia sent un nomen nudum. Però el 1859, una publicació posterior d'Owen va proporcionar una descripció. El 1874, després de diversos estudis destacant aspectes de l'anatomia del Dimorphodon, Owen va fer del NHMUK PV R 1034 l'holotip del gènere.
Mentrestant, tot i que el Dimorphodon no és un fòssil gaire comú, es van trobar altres exemplars fragmentats. Alguns d'aquests van ser adquirits per Othniel Charles Marsh entre 1873 i 1881 del venedor de fòssils londinenc Bryce McMurdo Wright. Un d'aquests havia estat recuperat dels estrats juràssics primerencs a la riba sud del riu Severn, al penya-segat Aust.

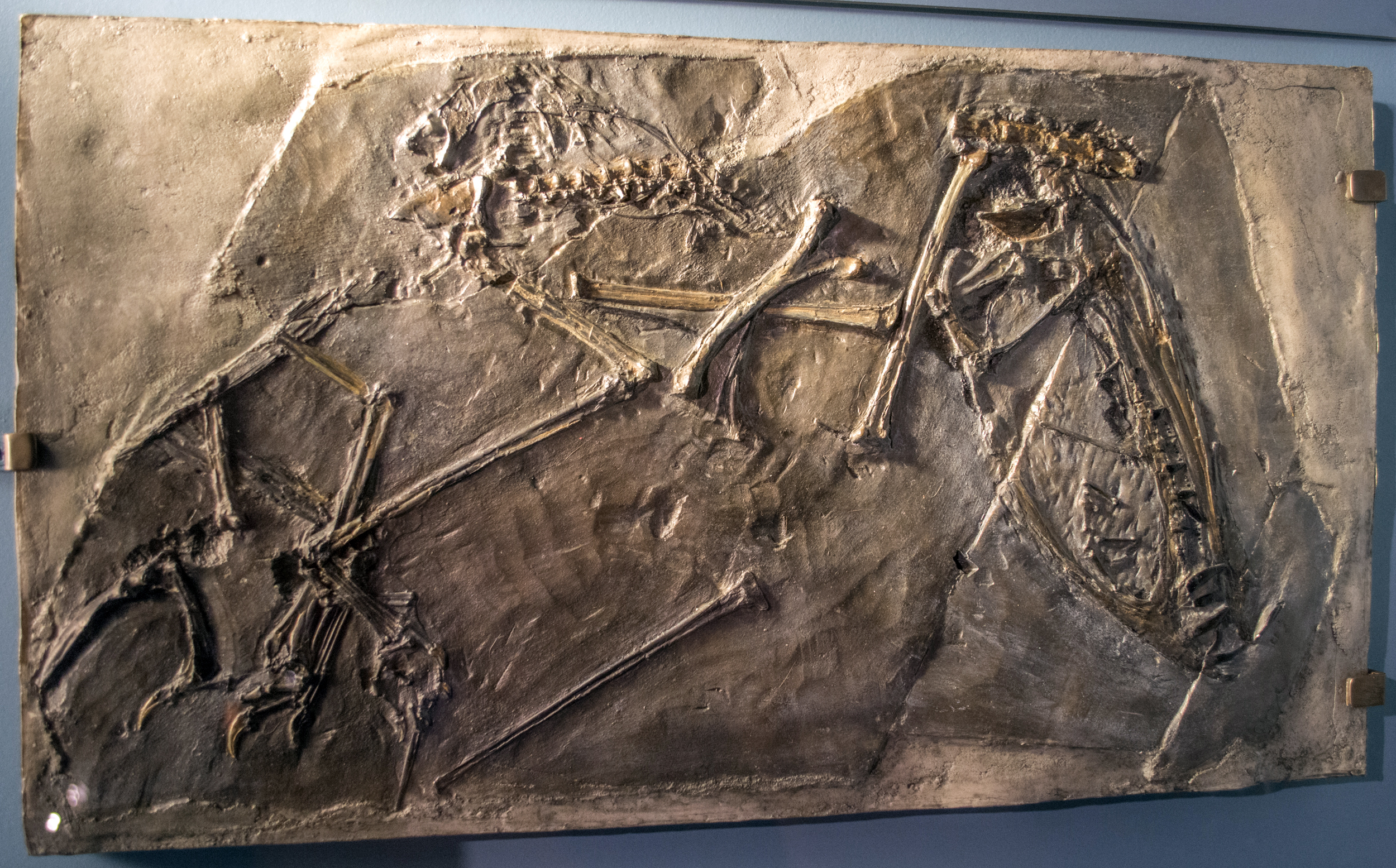
Fòssil de l'espècimen D. macronyx (NHMUK PV OR 41212)
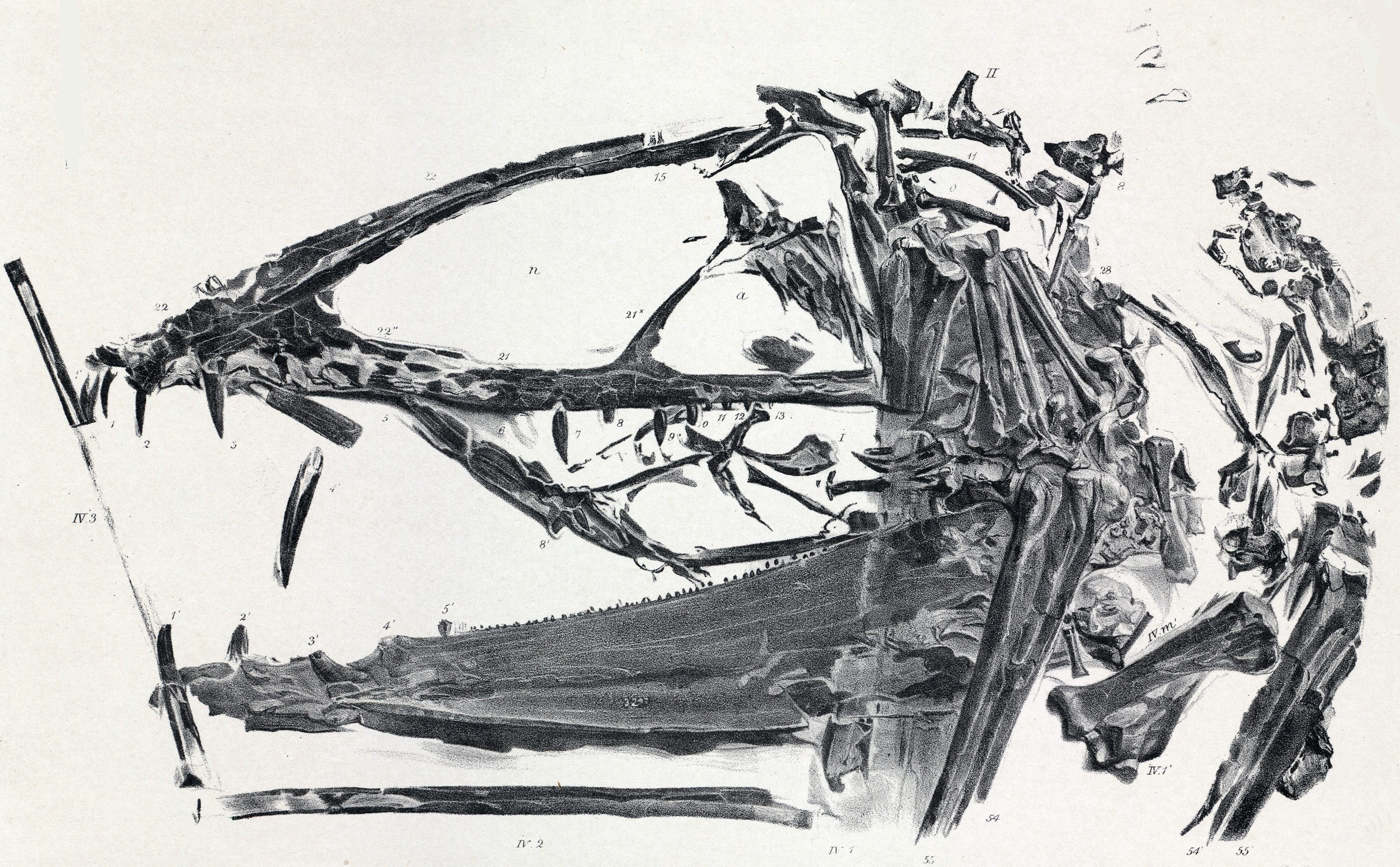
Il·lustració de l'espècimen D. macronyx (NHUK PV R 1035)

Una espècie addicional de Dimorphodon, D. weintraubi, va ser nomenada per James Clark et al. el 1998 a partir d'un esquelet parcial recuperat en limolita del jaciment del canyó d'Huizachal de la Formació de La Boca, a Tamaulipas (Mèxic), del Juràssic inferior (Pliensbaquià), on roman. També s'han trobat esfenodontians, dinosaures i mamaliaformes. Es coneix a partir de l'espècimen tipus, IGM 3494 (Institut Geològic de Mèxic, de la Universitat Nacional Autònoma de Mèxic), que inclou peces articulades de l'esquelet, incloent la part posterior del crani, quatre vèrtebres cervicals, els scapulocoracoids, l'húmer esquerre, una part de l'ala dreta, i la cama dreta distal al mig del tibiotars. Aquest espècimen és més gran que D. macronyx, i el peu ben conservat demostra que els pterosaures no tenen una postura digital a les parts inferiors, sinó que presenten una marxa plantígrada, tal com s'ha deduït de les petjades. El nom de l'espècie és un homenatge al doctor Robert L. Weintraub.

## Filogènia i classificació

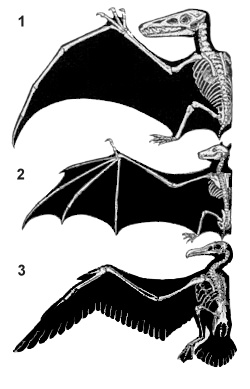
Diagrama d'ossos homòlegs i adaptacions de vol: 1 Pterodàctil (Pterosauria), 2 Ratpenat (Chiroptera), 3 Aus (Aves)

El 1870, Seeley va assignar Dimorphodon a la seva pròpia família, Dimorphodontidae, amb Dimorphodon com a únic membre. El paleontòleg alemany Peter Wellnhofer va suggerir el 1991 que Dimorphodon podria descendir del pterosaure europeu anterior Peteinosaure. Més tard, les anàlisis cladístiques exactes no estaven d'acord. Segons Unwin, Dimorphodon estava relacionat (encara que probablement no fos descendent), amb Peteinosaurus, tots dos formant el clade Dimorphodontidae, el grup més basal dels Macronychoptera, i dins d'aquest el grup germà dels Caelidracones. Això significaria que ambdues espècies dimorfodòntides serien els pterosaures més basals coneguts, a excepció del Preondactylus. Però segons Alexander Kellner, Dimorphodon és molt menys basal i no és un parent proper del Peteinosaure.
A continuació, es reprodueix la cladograma reproduït per Andres i Myers el 2013.
|  | Preondactylus buffarinii  |
|  |                           |
|  | Austriadactylus cristatus |
|  |                           |

|  | Peteinosaurus zambellii |
|  |                         |
|  | Eudimorphodontidae      |
|  |                         |

|  | Preondactylus buffarinii  |
|  |                           |
|  | Austriadactylus cristatus |
|  |                           |

|  | Peteinosaurus zambellii |
|  |                         |
|  | Eudimorphodontidae      |
|  |                         |

|  | \| \| Dimorphodon macronyx \| \| \| \| \| \| Parapsicephalus purdoni \| \| \| \| |
|  |                                                                                  |
|  | Novialoidea                                                                      |
|  |                                                                                  |
|  | Dimorphodon macronyx                                                             |
|  |                                                                                  |
|  | Parapsicephalus purdoni                                                          |
|  |                                                                                  |

|  | Dimorphodon macronyx    |
|  |                         |
|  | Parapsicephalus purdoni |
|  |                         |

|  | Preondactylus buffarinii  |
|  |                           |
|  | Austriadactylus cristatus |
|  |                           |

|  | Peteinosaurus zambellii |
|  |                         |
|  | Eudimorphodontidae      |
|  |                         |

|  | Preondactylus buffarinii  |
|  |                           |
|  | Austriadactylus cristatus |
|  |                           |

|  | Peteinosaurus zambellii |
|  |                         |
|  | Eudimorphodontidae      |
|  |                         |

|  | \| \| Dimorphodon macronyx \| \| \| \| \| \| Parapsicephalus purdoni \| \| \| \| |
|  |                                                                                  |
|  | Novialoidea                                                                      |
|  |                                                                                  |
|  | Dimorphodon macronyx                                                             |
|  |                                                                                  |
|  | Parapsicephalus purdoni                                                          |
|  |                                                                                  |

|  | Dimorphodon macronyx    |
|  |                         |
|  | Parapsicephalus purdoni |
|  |                         |

## Palaeobiologia

### Dieta
El nostre coneixement de com va viure Dimorphodon és limitat. Potser habitava principalment a les regions costaneres i pot haver tingut una dieta molt variada. Buckland va suggerir que mengés insectes. Més tard, es va fer comú representar-lo com a piscívor (menjador de peixos), tot i que la idea original de Buckland es recolza més en estudis biomecànics i no coincideix amb els hàbits de l'animal (vegeu el vol més avall). Dimorphodon tenia una musculatura de la mandíbula avançada, especialitzada en un mètode d'alimentació «agafar i mantenir». La mandíbula podria tancar-se extremadament ràpid, però amb poca força o escassa penetració dels dents. Això, juntament amb el seu crani gran, voluminòs i llarg, les dents de punta davanteres suggereixen que Dimorphodon era un insectívor, tot i que de vegades també podia haver menjat vertebrats i carronya. Mark Witton ha defensat que l'animal era un carnívor especialitzat, essent massa gran per a una dieta insectívora i, per tant, especialitzat per caçar sargantanes, esfenodonts i mamífers, tot i que probablement la seva musculatura relativament dèbil significa que menjava preses proporcionalment petites.

### Locomoció
Igual que molts pterosaures, Dimorphodon ha estat percebut en el passat com un animal planejador, relacionant-se amb les percepcions històriques dels pterosaures com a anàlegs d'aus marines. Tot i això, estudis més recents demostren que l'animal era en realitat poc planejador; les seves ales són proporcionalment curtes en relació amb el cos i el seu esquelet és bastant robust, oferint molt poca capacitat per a planejar. Probablement, el Dimorphodon realitzava vols curts i frenètics de la mateixa manera que els moderns gal·loanseris, tinamús i pícids, sense poder volar durant llargues distàncies i probablement enlairar-se només com a últim recurs.
La seva posició derivada enmig dels pterosaures primitius implica que aquesta ineptitud és un tret desenvolupat i no una característica ancestral, ja que els anteriors pterosaures com Preondactylus eren capaços de volar. Owen va veure Dimorphodon com un quadrúped. Va especular que el cinquè dit recolzava una membrana entre la cua i les cames i que, per tant, l'animal era molt maldestre a terra. Tot i això, el seu rival Harry Govier Seeley, propagant la visió que els pterosaures eren de sang calenta i actius, va argumentar que Dimorphodon era un quadrúpede àgil, i fins i tot un bípede que podia córrer gràcies a les seves potes inferiors i a les característiques de la seva pelvis. Kevin Padian va revifar aquesta hipòtesi el 1983. Tanmateix, les emprentes fòssils d'altres pterosaures (icnites) mostren una marxa quadrupedal mentre que es trobaven a terra, i aquestes emprentes s'atribueixen a pterosaures amb un cinquè dit curt. El cinquè dit del Dimorphodon era allargat, sense urpes i orientat al costat. David Unwin, per tant, ha defensat que fins i tot el Dimorphodon era un quadrúpede, una visió confirmada pel modelatge informàtic realitzat per Sarah Sangster.

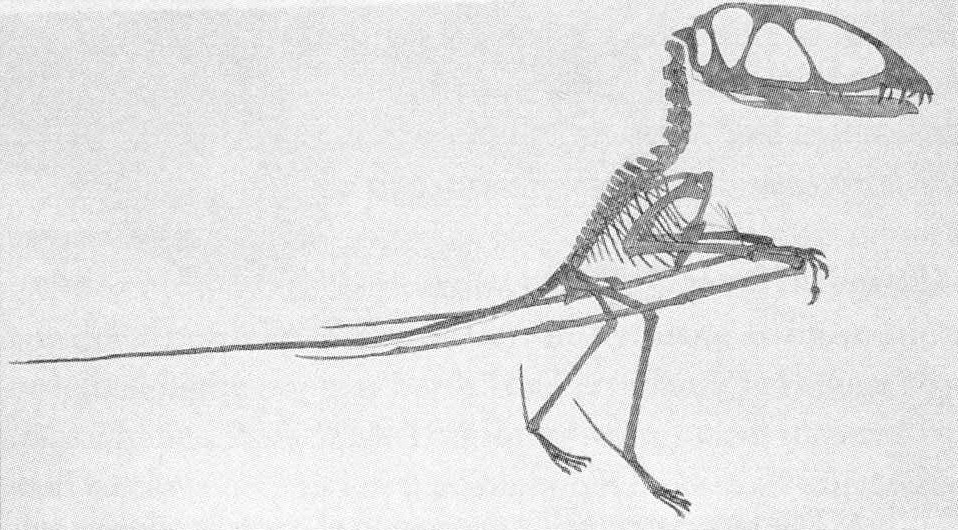
D. macronyx en la polèmica postura bípeda, Seeley, 1901
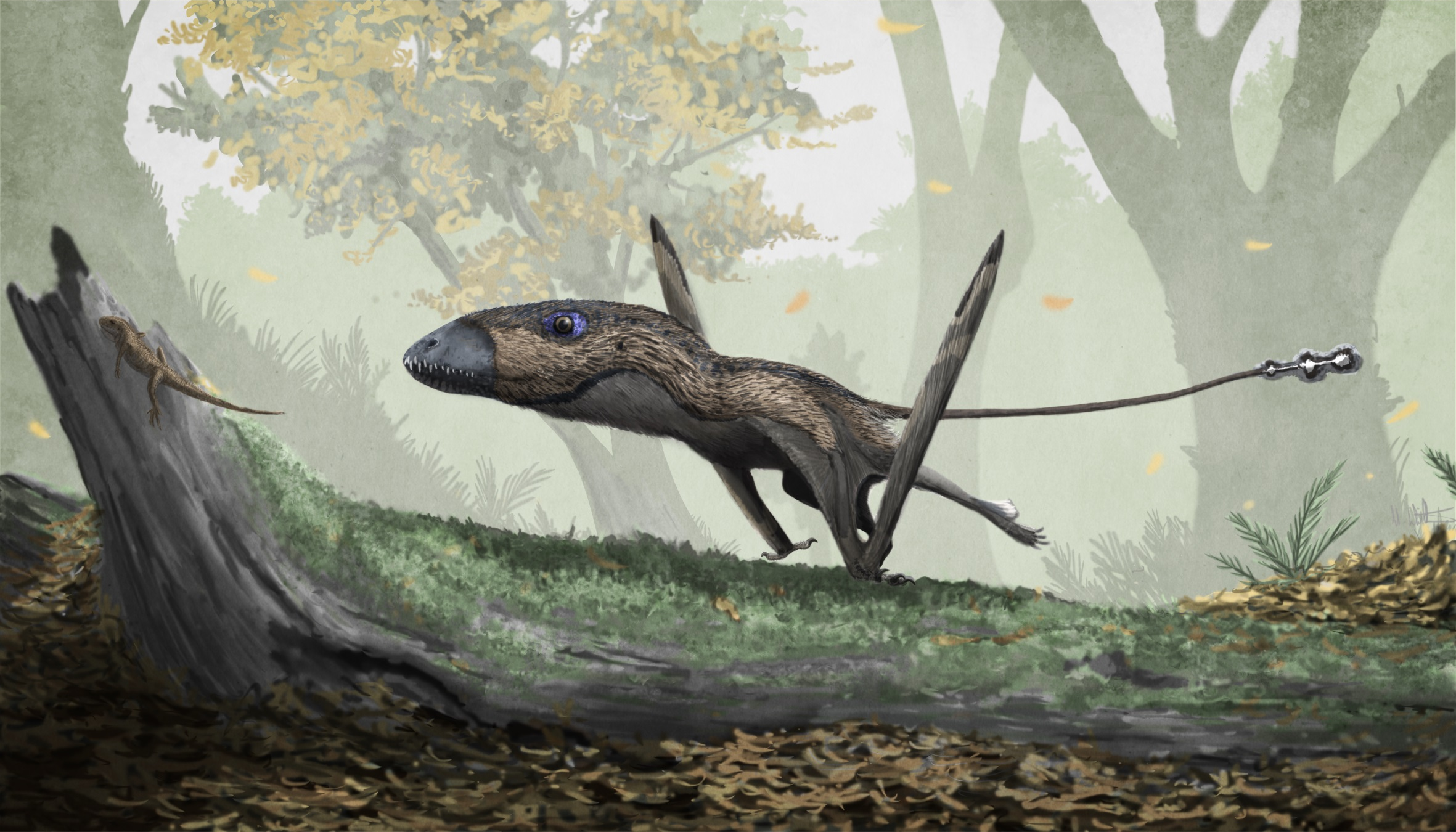
Restauració d'un D. macronyx caçant un esfenodontià pel terra

Com la majoria dels pterosaures no-pterodactiloides, Dimorphodon era un escalador competent, posseïa ungles proporcionalment grans i corbades i un baix centre de gravetat. Com els esquirols moderns, probablement fèia petits salts a mesura que escalava.

## En la cultura popular
Dimorphodon apareix en algunes obres de ficció i videojocs:
- Pel·lícula Jurassic World, en companyia de pteranòdons, que sembren el pànic al parc en un moment de la pel·lícula.
- Joc d'Android «Parc Juràssic, el joc».
- Joc «Ark Survival Evolved», amb possibilitat de domar, es representa amb plomes.
- Novel·la El món perdut (1912), d'Arthur Conan Doyle.

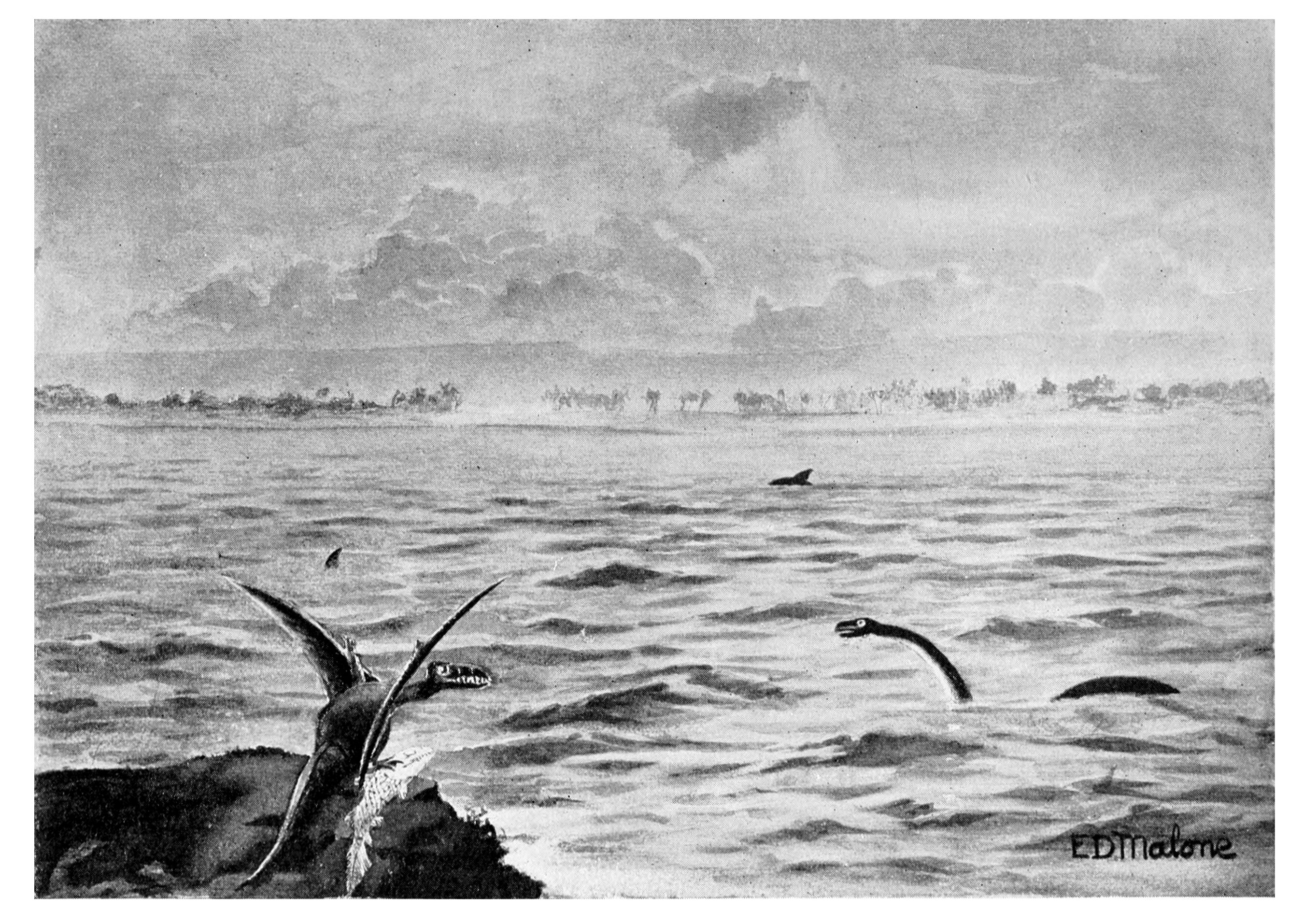
El llac Celestial, il·lustració del llibre El món perdut, d'Arthur Conan Doyle, 1912
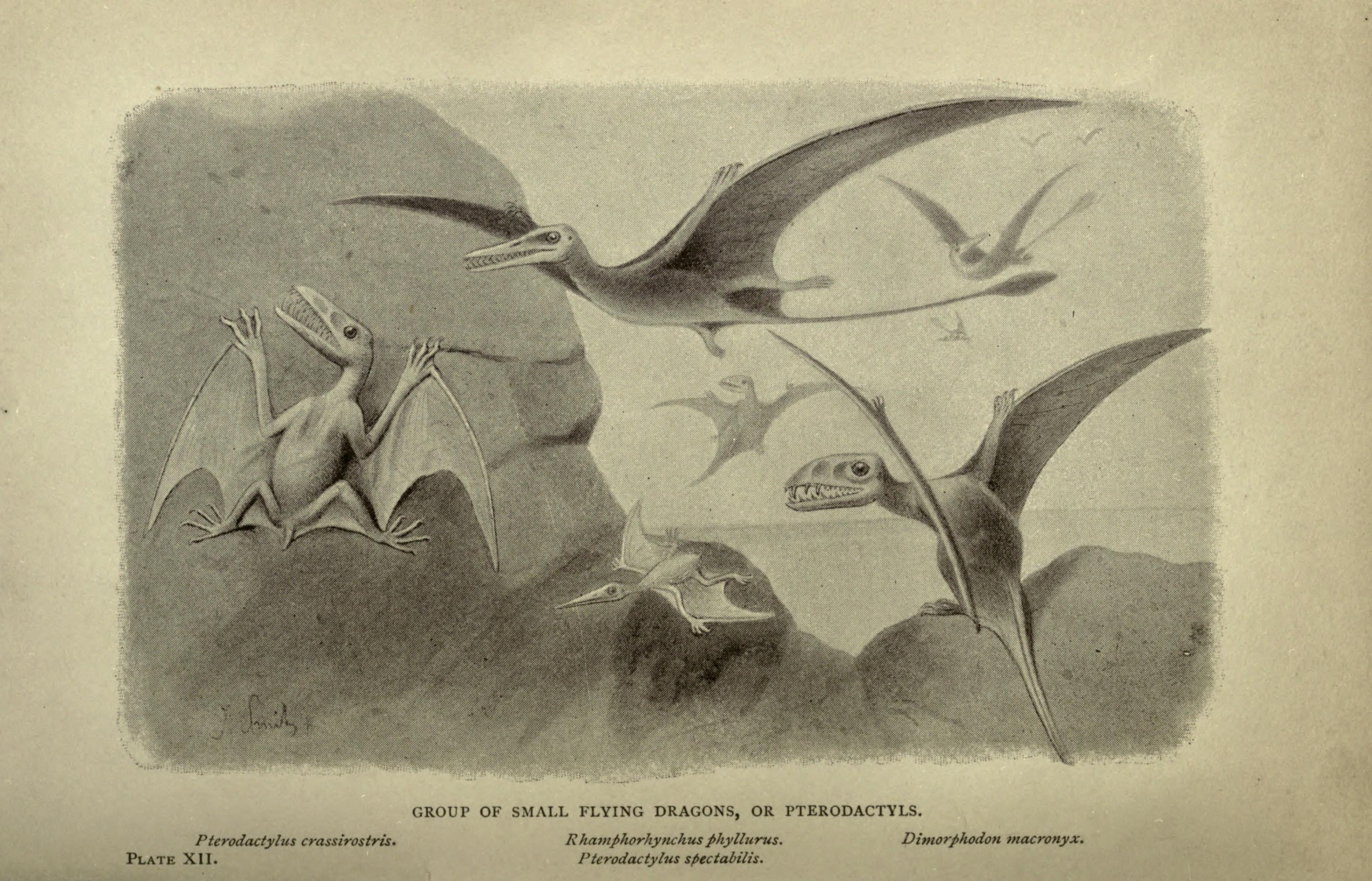
Monstres extingits: relat popular d'algunes de les formes més grans de la vida animal antiga, de H. N. Hutchinson; amb il·lustracions de J. Smit i altres.